# Carminite
La carminite (PbFe3+2(AsO4 )2(OH)2) est un minéral arséniate de plomb et de fer anhydre hydroxylé.
C'est un minéral secondaire rare qui est structurellement lié à la palermoïte (Li2SrAl4PO4)4(OH)4). La sewardite (CaFe3+2(AsO4)2(OH)2) est un analogue de la carminite, avec du calcium dans la sewardite à la place du plomb dans la carminite. La mawbyite est un dimorphe (même formule, structure différente) de la carminite ; la mawbyite est monoclinique et la carminite est orthorhombique. Il a une masse molaire de 639,87 g. Il a été découvert en 1850  et nommé pour sa couleur carmin caractéristique.